# サンディ・ブリトー
サンディ・ブリトー（Sandy Brito、1996年7月19日 - ）は、ドミニカ共和国モンテ・プラタ州サバナ・グランデ・デ・ボヤ出身の元プロ野球選手（投手）。右投右打。

## 経歴

### マイナーリーグ時代
2013年12月16日にタンパベイ・レイズとマイナー契約を結ぶ。その後2018年まで傘下マイナーチームでプレーしたが、最高でもRookie+級プリンストン・レイズ止まりだった。

### 中日時代
2019年の中日ドラゴンズの春季キャンプにテスト生として参加し、入団テストを受けた結果、合格。2月22日に中日と育成選手として契約した。背番号は201。
2019年は二軍で10試合に登板するも、防御率10.80と結果が振るわなかった。
2020年は二軍で4試合に登板するも、防御率15.00と2年連続で結果が振るわず、11月8日にソイロ・アルモンテ、エンニー・ロメロ、モイセ・シエラ、ルイス・ゴンサレスと共に来季の契約を結ばない事が球団より発表された。

## 詳細情報

### 年度別投手成績
- 一軍公式戦出場なし

### 背番号
- 201（2019年 - 2020年）